# Task Force Takuba
Die Task Force Takuba ist ein am 27. März 2020 beschlossener militärischer Einsatzverband europäischer Staaten zur Unterstützung der durch Frankreich geführten Operation Barkhane im Einsatz gegen terroristische Gruppen in der Sahelzone auf Ersuchen der nigrischen und malischen Regierungen.

## Initiative
Am 27. März 2020 gaben die Regierungen Belgiens, Tschechiens, Dänemarks, Estlands, Frankreichs, Deutschlands, Malis, Nigers, der Niederlande, Norwegens, Portugals, Schwedens und des Vereinigten Königreichs eine politische Erklärung ab, in der sie ihre Unterstützung für die Schaffung einer in das Kommando der Operation Barkhane integrierten Task Force zum Ausdruck brachten, die gegen die terroristischen Gruppen in der Region Liptako vorgehen soll, einer historischen Region im Osten Burkina Fasos, im Südwesten Nigers und in einem kleinen Teil des südöstlichen Zentralmalis.
Sie soll die malischen Streitkräfte in Abstimmung mit den G5-Sahel-Partnern und anderen internationalen Akteuren beraten, unterstützen und begleiten, darunter die UN-Mission MINUSMA sowie die EU-Missionen EUTM Mali, EUCAP Sahel Mali und EUCAP Sahel Niger. Erste Truppen dieser Task Force sind unter französischer Führung seit Sommer 2020 im Einsatz. Bisher wurden Beiträge von Belgien, Dänemark, Estland, Frankreich, den Niederlanden, Portugal, Schweden und Estland zugesagt. Im Juni 2021 kündigte der französische Präsident das Ende der Operation Barkhane an, weil die neue Regierung von Mali keinen Willen zeigte, gegen die Islamisten im Norden von Mali vorzugehen. Das Hauptquartier der Taskforce Takuba soll von Bamako in Mali nach Niamey in Niger verlegt werden.
Am 2. April 2021 wurde die TAKUBA Task Force (TF) für voll einsatzfähig erklärt.
Seit 4. November 2021 wird die Task Force, die bisher immer von Frankreich geführt wurde, von einem schwedischen Oberst geführt.

## Beteiligungen
| Land       | Rang           | Name                | Zeitraum         |
| ---------- | -------------- | ------------------- | ---------------- |
| Frankreich | Brigadegeneral | Philippe Landicheff | unk – 04.11.2021 |
| Schweden   | Oberst         | unk*                | 04.11.2021 –     |

*unk = unbekannt
| Flagge | Nation         | Beitrag                                                    |
| ------ | -------------- | ---------------------------------------------------------- |
|        | Deutschland    | unk                                                        |
|        | Belgien        | mehrere Verbindungsoffiziere                               |
|        | Dänemark       | 70 Soldaten und 2 Hubschrauber                             |
|        | Estland        | 95 Soldaten                                                |
|        | Frankreich     | unk                                                        |
|        | Griechenland   | unk                                                        |
|        | Italien        | 3 Hubschrauber und eine medizinische Unterstützungseinheit |
|        | Norwegen       | unk                                                        |
|        | Niederlande    | mehrere Verbindungsoffiziere                               |
|        | Portugal       | mehrere Verbindungsoffiziere                               |
|        | Rumänien       | 45 Soldaten                                                |
|        | Großbritannien | unk                                                        |
|        | Schweden       | 150 Mann und 3 Hubschrauber                                |
|        | Tschechien     | 60 Soldaten                                                |

Das dänische Kontingent, dessen Entsendung im Mai 2021 vom dänischen Parlament genehmigt worden war, traf Mitte Januar 2022 in Mali ein. Wenige Tage später wurde es vom (kommissarischen) malischen Premierminister Choguel Kokalla Maïga des Landes verwiesen.

## Name
Benannt wurde die Task Force nach dem Takouba-Schwert, einer in der westlichen Sahelzone traditionellen Waffe.